# Eric Gand
Eric Gand (* 1945 in München) ist ein deutscher Künstler.

## Leben
Seit 1977 fertigt Gand Fotocollagen und Fotos, ab 1987 Bilder, Skulpturen und Installationen. Er veröffentlichte in Das Landsberger Lesebuch und in den Gedichtbänden von Walt Whitman und Rodja Weigand sowie 1986 in einem Katalog zu der Ausstellung „da war auch ein Anfang am Ende“ und 2009 in einem Kunstband Eric Gand – Bilder und Rodja Weigand – Gedichte. 2021 erschien der Band Gand – Bilder, ein Überblick über das Gesamtwerk.
Gand lebt in der Nähe von Landsberg am Lech und leitet mit Kurt Tykwer den „Kunstraum Schwifting“.

## Ausstellungen
- 1995: Schwiftinger Galerie, Schwifting bei Landsberg – Bilder
- 1996: Max-Planck-Institut für Psychiatrie, München-Martinsried – Kosmoszyklus
- 1998: Stadttheater Landsberg – Fotocollagen
- 1999: Schwiftinger Galerie – Schwarze Lackbilder und Installationen
- 2000: Orangerie, München – Umschlagplatz – Videoinstallation
- 2002: Säulenhalle, Landsberg – Räume/Gitter – Fotografie, Bilder, Installationen
- 2004: Stadtmuseum Landsberg – Fotocollagen zu Walt Whitman,
- 2004: Säulenhalle, Landsberg – Rost – Fotos, Fotocollagen, Bilder, Installationen
- 2005: Kunstraum, Schwifting – Skulpturen
- 2008: Orangerie, München – gefangene Kunst – Installation
- 2009: Kunstraum, Schwifting – Künstlerbücher mit Gedichten von Rodja Weigand

## Videoinstallationen
- 1998: Feinstverteilte Feststoffteilchen, Video
- 1999: Das Geländer, Video
- 2000: Umschlagplatz, Videoinstallation
- 2012: Unweit. Nach einem Gedicht von Rodja Weigand, Kurzfilm auf DVD
- 2017: Fluchten. Kurzfilm zu einem Gedicht von Amal Djarah (lief im Wettbewerb des Art Visuals & Poetry Film Festivals Wien)

## Auszeichnungen
- 2014: Goethe-goes-Video-Preis für die Poesieverfilmung von Unweit